# Triston Casas
Triston Casas (Pembroke Pines, 15 de janeiro de 2000) é um jogador de beisebol estadunidense, que joga na posição de primeira-base (first baseman).

## Carreira
Casas compôs o elenco da Seleção dos Estados Unidos de Beisebol nos Jogos Olímpicos de Verão de 2020 em Tóquio, onde conquistou a medalha de prata após confronto contra a equipe japonesa na final da competição.